# Dublin Football Club
El Dublin Football Club fue un equipo uruguayo de fútbol de relevancia durante la era amateur de la liga uruguaya, especialmente en los años 1910. Estaba afincado en Punta Carretas, barrio del sur costero de Montevideo, y disputó 13 temporadas en la máxima categoría entre 1908 y 1923.

## Datos del Club
- Temporadas en 1.ª: 13 (todas en la era amateur)
- Mejor puesto en Primera División: 4.º (1908, 1911 y 1918)
- Peor puesto en Primera División: 12.º (último) (1922 y 1923)

## Palmarés

### Torneos oficiales
- Divisional Intermedia (1): 1915 (segunda categoría en la era amateur).

### Torneos amistosos
- Copa Sportsman (1): 1908[1]

## Curiosidades
- En una excursión para Brasil, en 1917, el equipo participó de un amistoso frente al Botafogo, en el cual los dirigentes del club brasileño se vistieron de frac y sombrero de copa alta para recibir a los uruguayos. A partir de ese partido, los dirigentes deportivos brasileños pasaron a ser nombrados de Cartola (expresión en portugués para el sombrero de copa alta).[2]

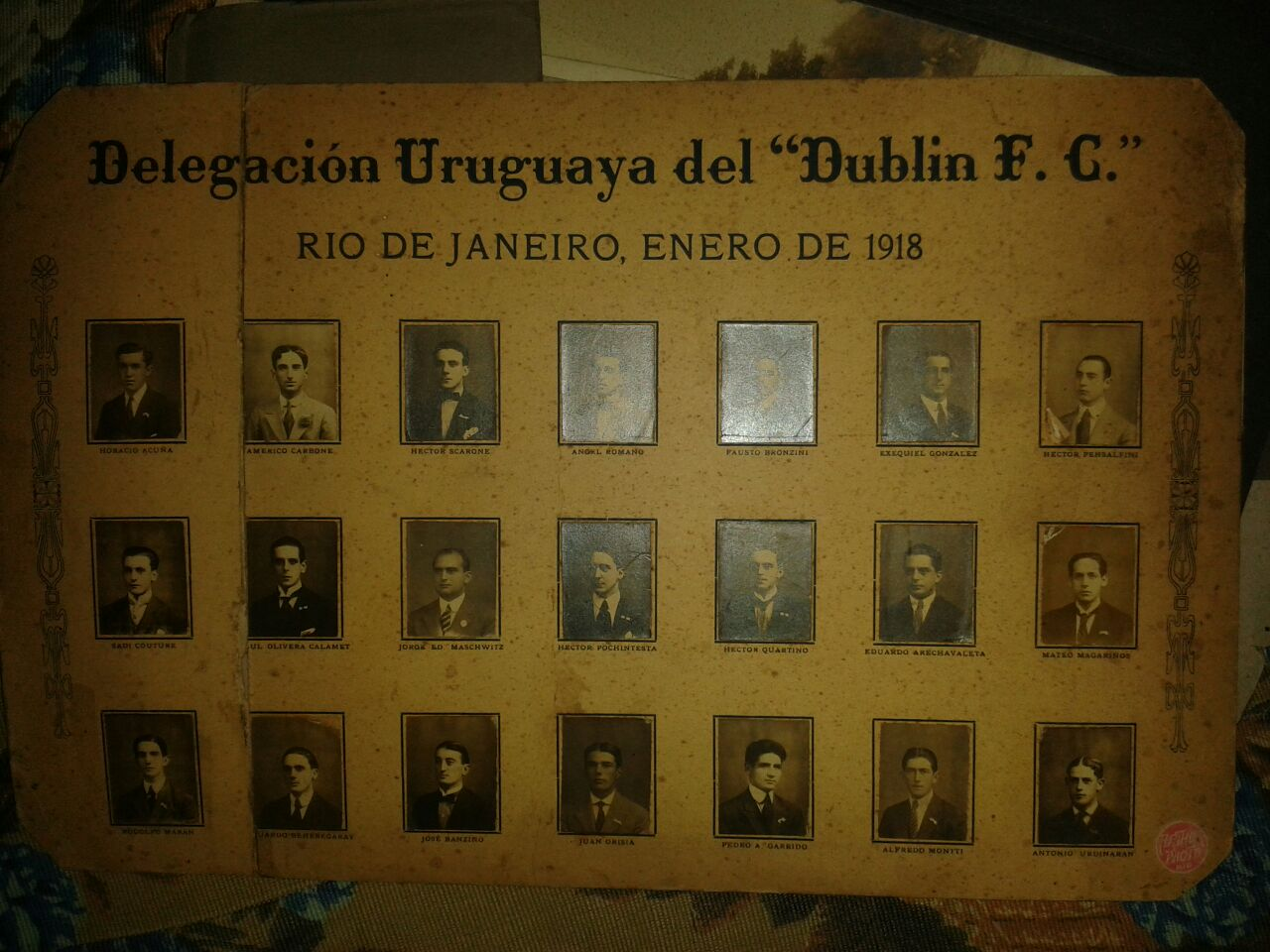
Delegación Dublin F. C., enero de 1918

- El 7 de enero de 1917, el Dublin reforzado por jugadores de otros clubes empató 0-0 con la Selección de Brasil en Río de Janeiro, y al año siguiente, el 27 de enero de 1918, el equipo de Dublin nuevamente con refuerzos de diversos clubes venció a la Selección brasileña, en partido también jugado en Río de Janeiro, por 1 a 0.[3] El autor del gol fue Rodolfo Marán, de Nacional. Otros jugadores que participaron fueron Héctor Scarone y Antonio Urdinarán, de Nacional y Alfredo Montti, de Wanderers.